# Foxtrot (album)
Foxtrot je čtvrté studiové album britské progresivní rockové skupiny Genesis. Jeho nahrávání probíhalo ve studiích Island v Londýně v srpnu 1972 a vyšlo v říjnu téhož roku u vydavatelství Charisma/Virgin/Atlantic Records. Album produkoval David Hitchcock.

## Seznam skladeb
Autory všech skladeb jsou Tony Banks, Phil Collins, Peter Gabriel, Steve Hackett a Mike Rutherford.
| Strana 1 (LP) | Strana 1 (LP)                   | Strana 1 (LP) |
| Pořadí        | Název                           | Délka         |
| ------------- | ------------------------------- | ------------- |
| 1.            | Watcher of the Skies            | 7:23          |
| 2.            | Time Table                      | 4:45          |
| 3.            | Get 'Em Out by Friday           | 8:36          |
| 4.            | Can-Utility and the Coastliners | 5:44          |

| Strana 2 (LP)  | Strana 2 (LP) | Strana 2 (LP) |
| Pořadí         | Název | Délka         |
| -------------- | --- | ------------- |
| 1.             | Horizons | 1:41          |
| 2.             | Supper's Ready I. „Lover's Leap“ II. „The Guaranteed Eternal Sanctuary Man“ III. „Ikhnaton and Itsacon and Their Band of Merry Men“ IV. „How Dare I Be So Beautiful?“ V. „Willow Farm“ VI. „Apocalypse in 9/8 (Co-Starring the Delicious Talents of Gabble Ratchet)“ VII. „As Sure As Eggs Is Eggs (Aching Men's Feet)“ | 22:58         |
| Celková délka: | Celková délka: | 51:08         |

## Obsazení
- Peter Gabriel – zpěv, flétna, hoboj, perkuse
- Mike Rutherford – basová kytara, basové pedály, violoncello, akustická kytara, doprovodný zpěv
- Steve Hackett – elektrická kytara, akustická kytara
- Tony Banks – varhany, klavír, mellotron, akustická kytara, doprovodný zpěv
- Phil Collins – bicí, perkuse, doprovodný zpěv